# Walter Geovani
Walter Geovani (né le 12 novembre 1983) est un dessinateur brésilien qui travaille désormais dans l'industrie des comics américains.

## Biographie
Né le 12 novembre 1983 à Limoeiro do Norte (Brésil), Walter Geovani a développé un style de dessin académique ce qui lui permet de travailler en 2004 avec Brian Pulido sur sa nouvelle héroïne Belladona. Sa collaboration quasi exclusive avec Pulido s'estompe progressivement et en 2007 il s'implique dans la série Scarlett's Curse (Praxis Comics) puis chez le même éditeur dans Andrea D. Par la suite, il est le dessinateur de Demons of Mercy (août 2007) chez Marvel Comics.
Dynamite lui propose en 2008 de collaborer sur l'une de ses séries : Red Sonja.